# Don Banfield
Hon. Donald „Don“ Hubert Louis Banfield, AO (* 16. September 1916 in Plympton, South Australia; † 4. Juni 2014) war ein australischer Politiker der Labor Party, der zwischen 1965 und 1979 Mitglied des South Australian Legislative Council sowie zeitweise Minister war. 

## Leben
Donald „Don“ Hubert Louis Banfield wurde während des Zweiten Weltkrieges am 14. März 1944 zum Militärdienst eingezogen und diente bis zu seiner Entlassung am 15. April 1946 als Leading Aircraftman in der Royal Australian Air Force (RAAF). Danach engagierte er sich als Gewerkschaftsfunktionär und wurde 1951 Sekretär der Gewerkschaft der Arbeitnehmer im Schuhgewerbe BTEF (Boot Trade Employes’ Federation).
Am 6. März 1965 für die ALP für den damaligen Wahlkreis Central District No 1 Mitglied des South Australian Legislative Council, des Oberhauses des Parlaments von South Australia, und gehörte diesem bis zum 14. September 1979 an, wobei er nach Abschaffung der Wahlkreise ab dem 12. Juli 1975 für den gesamten Bundesstaat (The State) Vertreter war. Zu Beginn seiner Parlamentszugehörigkeit war er zunächst zwischen dem 25. März und dem 8. April 1965 kurzzeitig Mitglied des Parlamentsausschusses für Landbesiedlung (Parliamentary Committee on Land Settlement) und im Anschluss vom 1. April 1968 bis zum 21. März 1973 Mitglied des Parlamentarischen Ständigen Ausschusses für öffentliche Arbeiten (Parliamentary Standing Committee on Public Works).
Don Banfield wurde am 21. März 1973 in die zweite Regierung von Premier Don Dunstan berufen wurde und in dieser bis zum 15. Februar 1979 das Amt als Gesundheitsminister (Minister of Health). Er war zugleich zwischen dem 10. Juni 1975 und dem 6. Oktober 1977 als Chief Secretary Chefsekretär der Regierung sowie im Anschluss vom 6. Oktober 1977 bis zum 15. Februar 1979 Beigeordneter Minister beim stellvertretenden Premier (Minister Assisting the Deputy Premier).
In der darauf folgenden Regierung von Premier Des Corcoran bekleidete er zwischen dem 15. Februar und dem 15. März 1979 zunächst weiterhin die Ämter als Gesundheitsminister und als Beigeordneter Minister beim stellvertretenden Premier. Im Zuge der Umbildung der Regierung Corcoran übernahm er vom 15. März und dem 1. Mai 1979 das Amt als Generalstaatsanwalt (Attorney-General) sowie darüber hinaus zwischen dem 15. März und dem 30. April als Minister für Preise und Verbraucherangelegenheiten (Minister of Prices and Consumer Affairs) und Personalunion als Beigeordneter Minister beim stellvertretenden Premier für ethnische Angelegenheiten (Minister Assisting the Premier in Ethnic Affairs). Am 13. Dezember 1979 wurde ihm der Höflichkeitstitel The Honourable verliehen.
Für seine Verdienste um das Parlament und die Gemeinschaft wurde Don Banfield am 13. Juni 1983 im Rahmen der Birthday Honours zum Officer des Order of Australia (AO) ernannt. Aus seiner Ehe mit Doreen Biggs Banfield gingen die beiden Söhne Robert William (* 1943) und Donald Keith Banfield (* 1947) hervor.

## Hintergrundliteratur
- Parliament of South Australia: Statistical Record of the Legislature 1836–2007 (Memento vom 11. März 2019 im Internet Archive)

## Weblink
- Hon Donald Banfield AO. In: Parlament von South Australia. Abgerufen am 29. April 2024 (englisch).